# Monetaire basis
De monetaire basis (ook basisgeld, reservegeld, high-powered money of M0) is dat gedeelte van de geldhoeveelheid dat geschapen wordt door een monetaire autoriteit (doorgaans een centrale bank). De monetaire basis bestaat uit munten, papiergeld (zowel kasgeld in banken als bankbiljetten die onder het publiek circuleren) en de bankreserves die de handelsbanken bij de centrale bank aanhouden.
Vanwege het stelsel van fractioneel bankieren dat in moderne economieën gangbaar is, vormt de monetaire basis slechts een klein deel van de totale geldvoorraad. De Engelse benaming high-powered money ("geld met groot vermogen") verwijst naar het effect van fractioneel bankieren: vergroting van de monetaire basis zorgt in theorie voor een evenredige toename in de veel grotere geldhoeveelheid.

## Beheer
"Openmarktoperaties" zijn monetaire beleidsinstrumenten, die rechtstreeks van invloed zijn op de monetaire basis; de monetaire basis kan worden uitgebreid of verkrapt door middel van een expansief beleid of een verkrappend beleid. Dit is echter niet zonder risico.